# Georgy
Georgy (títol original en anglès: Georgy Girl) és una pel·lícula britànica dirigida per Silvio Narizzano, estrenada el 1966. Ha estat doblada al català.

## Argument
Georgy és una dona soltera, poc atractiva, per qui mai no s'ha interessat un home. Un dia, el cap del seu pare, un home de mitjana edat, li proposa que es converteixi en la seva amant. Mentre considera la idea, la seva companya d'habitació es queda embarassada del seu nou amant, Jos, del qual Georgy acabarà enamorant-se.

## Repartiment
- James Mason: James Leamington
- Alan Bates: Jos Jones
- Lynn Redgrave: Georgy
- Charlotte Rampling: Meredith
- Bill Owen: Ted
- Clare Kelly: Doris
- Dorothy Alison: Villocur

## Premis i nominacions

### Premis
- 1967: Globus d'Or a la millor actriu dramàtica per Lynn Redgrave
- 1966: Premi OCIC al Festival Internacional de Cinema de Berlín per Silvio Narizzano

### Nominacions
- 1966: Os d'Or
- 1967: Oscar a la millor actriu per Lynn Redgrave
- 1967: Oscar al millor actor secundari per James Mason
- 1967: Oscar a la millor fotografia per Kenneth Higgins
- 1967: Oscar a la millor cançó original per Tom Springfield (música) i Jim Dale (lletra) per la cançó "Georgy Girl"
- 1967: Globus d'Or a la millor pel·lícula estrangera
- 1967: Globus d'Or al millor actor musical o còmic per Alan Bates
- 1967: Globus d'Or a la millor cançó original per Tom Springfield (música) i Jim Dale (lletra) per la cançó "Georgy Girl"
- 1967: BAFTA a la millor pel·lícula
- 1967: BAFTA a la millor actriu per Lynn Redgrave
- 1967: BAFTA a la millor direcció artística per Tony Woollard
- 1967: BAFTA a la millor fotografia per Kenneth Higgins